# 文德湖
52°24′39″N 12°29′04″E / 52.410797°N 12.484417°E

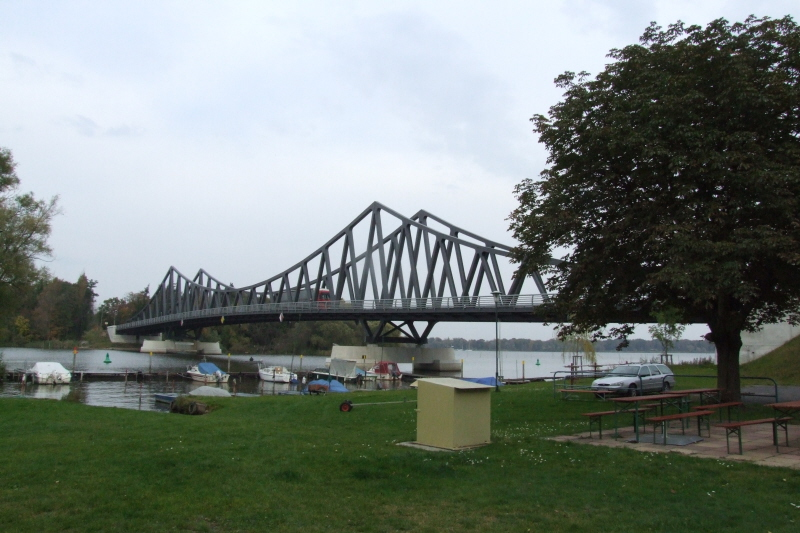

文德湖（德語：Wendsee），是德國的湖泊，位於該國東北部，由勃蘭登堡州負責管轄，處於哈弗爾河畔勃蘭登堡以西，面積0.8平方公里，海拔高度26米，最大水深4.9米。